# Yōko Shōji
庄司 陽子
Œuvres principales
Première œuvre : 
- Umi to Rukokku-chan (海とルコックちゃん?)

Autres ouvrages :
- Seito shokun ! (生徒諸君!?)

Yōko Shōji (庄司陽子) est une dessinatrice de manga japonais née le 4 juin 1950 à Mobara dans la Préfecture de Chiba au Japon.
Son œuvre la plus connue est Seito shokun ! (生徒諸君!), pour laquelle elle reçoit en 1978 le Prix du manga de son éditeur dans la catégorie shōjo. La série a connu de nombreuses suites s'étalant sur plus de 24 ans de publication.

## Biographie
Yōko Shōji a étudié au lycée Tokyo Metropolitan Ōmori (en).
Elle commence sa carrière de mangaka en 1968 avec le titre Umi to Rukokku-chan (海とルコックちゃん), prépublié dans l'hebdomadaire Shōjo Friend des éditions Kōdansha.

## Œuvres[1]
| Titre                                    | Titre en japonais          | Année de publication | Genre                                                         | Volumes                       | Statut   |
| ---------------------------------------- | -------------------------- | -------------------- | ------------------------------------------------------------- | ----------------------------- | -------- |
| Ai Hitotsu Shoushi                       | 愛ひとつ晶子               | 1978                 | Josei, Drama, Romance                                         | 3                             | Terminé  |
| Ai no Arashi                             | 愛のあらし                 | 1976                 | Shōjo                                                         | 1                             | Terminé  |
| Akaneiro Junjō                           | 茜色純情                   | 1995                 | Josei, Romance                                                | 3                             | Terminé  |
| Anata e no Kotoba                        | あなたへの言葉             | 1995                 | Shōjo, Romance                                                | 1                             | Terminé  |
| Azaminoze Triangle                       | アザミノーゼトライアングル | 2002                 | Josei, Romance, Comédie                                       | 2                             | Terminé  |
| Boku wa Rōnin Dōtei Papa                 | ぼくは浪人童貞パパ         | 1977                 | Shōjo, Romance                                                | 1                             | Terminé  |
| Bunsuirei                                | 分水嶺                     | 1990                 | Josei                                                         | 1                             | Terminé  |
| Come on Hatsukoi!                        | Come on 初恋!              | 1974                 | Shōjo, Romance                                                | 3                             | Terminé  |
| Cortigiana Onesta                        | コルティジャーナ・オネスタ | 2007                 | Josei                                                         | 1                             | Terminé  |
| Darling Kishidan                         | ダーリン騎士団             | 1985                 | Shōjo, Romance, Comédie, École                                | 4                             | Terminé  |
| Epitaph                                  | Epitaph―墓碑銘             | 1983                 | Josei                                                         | 1                             | Terminé  |
| Femme Fatale                             | ファム・ファタール         | 1998                 | Josei                                                         | 3                             | Terminé  |
| Futatsu ni Watta Dō Medal                | 二つに割った銅メダル       | 1978                 | Shōjo, Sport                                                  | 1                             | Terminé  |
| G.I.D.                                   | G.I.D.                     | 2006                 | Seinen, Mature, Drame, Psychologique, Transidentité           | 2                             | Terminé  |
| Gaia no Musume                           | ガイアの娘                 | 1996                 | Josei, Comédie, Fantastique                                   | 4                             | Terminé  |
| Golden Age                               | ゴールデン・エイジ         | 2018                 | Josei, Comédie, Drame, Tranche de vie                         | 3                             | Terminé  |
| Haha no Saigetsu                         | 母の歳月                   | 1976                 | Shōjo                                                         | 1                             | Terminé  |
| Hana no Utage                            | 華の宴                     | 1994                 | Josei, Drame, Romance                                         | 1                             | Terminé  |
| Haru Hikō                                | 春・飛行-四記-             | 1999                 | Josei, Comédie, Romance                                       | 15                            | Terminé  |
| Hey! Cathy                               | ヘ〜イ!キャシー            | 1975                 | Shōjo, Romance                                                | 3                             | Terminé  |
| I's                                      | I's                        | 1996                 | Josei, Romance                                                | 3                             | Terminé  |
| Kajurin                                  | 花樹林                     | 1980                 | Shōjo                                                         | 1                             | Terminé  |
| Kamigami no Chinurareta Te               | 神々の血塗られた手         | 2015                 | Josei                                                         | 5                             | Terminé  |
| Kanashimi no Mukuro - Uterus Shikyuu     | 悲情之骸 - Uterus 子宮     | 2011                 | Josei, Drame, Tragédie                                        | 5                             | Terminé  |
| Kaze no Fukuin                           | 風の福音                   | 1993                 | Josei, Drame, Romance                                         | 1                             | Terminé  |
| Kaze o Miru Hito                         | 風を見る人                 | 1992                 | Josei, Romance                                                | 1                             | Terminé  |
| Kekkon Densetsu                          | 結婚伝説                   | 1990                 | Josei, Romance                                                | 4                             | Terminé  |
| Kekkon Densetsu II                       | 結婚伝説2                  | 2000                 | Josei, Romance                                                | 2                             | Terminé  |
| Kekkon Densetsu Bouquet - Ai no Hanataba | 結婚伝説Bouquet-愛の花束   | 2006                 | Josei                                                         | 1                             | Terminé  |
| Koibitotachi no Spur                     | 恋人たちのシュプール       | 1985                 | Shōjo                                                         | 1                             | Terminé  |
| Koushien no Sora ni Chikae!              | 甲子園の空にちかえ！       | 1974                 | Shōjo, Sport                                                  | 1                             | Terminé  |
| Last Shot                                | ラストショット             | 1974                 | Shōjo, Sport                                                  | 2                             | Terminé  |
| Let's Goutokuji!                         | Let's 豪徳寺!              | 1982                 | Josei, Comédie, Romance, Tranche de vie                       | 8                             | Terminé  |
| Let's Goutokuji! Second                  | Let's 豪徳寺！ SECOND      | 2020                 | Josei, Comédie, Drame, Psychologique, Romance, Tranche de vie | 4                             | En cours |
| Lucifer                                  | ルシフェル                 | 1989                 | Josei, Drame, Fantastique, Horreur, Psychologique, Ecchi      | 2                             | Terminé  |
| Magical 1 to 3                           | マジカル1to3               | 1980                 | Shōjo                                                         | 1                             | Terminé  |
| Maria Theresia                           | マリア・テレジア           | 2010                 | Josei                                                         | Histoire courte (2 chapitres) | Terminé  |
| Marionette                               | マリオネット               | 1975                 | Shōjo                                                         | 1                             | Terminé  |
| Mezame yo Namidakko                      | めざめよ涙っ子             | 1980                 | Shōjo, Romance                                                | 1                             | Terminé  |
| Miccha Mix                               | ミッチャ・ミックス         | 1979                 | Shōjo, Romance                                                | 1                             | Terminé  |
| Mystery Kessakusen                       | ミステリー傑作選           | 1992                 | Josei, Horreur, Suspense                                      | 8                             | Terminé  |
| Naku na Nenne-chan                       | なくなネンネちゃん         | 1973                 | Shōjo                                                         | 1                             | Terminé  |
| Natsu Monogatari                         | 夏物語                     | 1987                 | Shōjo                                                         | 1                             | Terminé  |
| Nii-sama Donata?                         | にいさまどなた?            | 1977                 | Shōjo                                                         | 1                             | Terminé  |
| Niji no Kouro                            | 虹の航路                   | 1976                 | Shōjo                                                         | 5                             | Terminé  |
| Okinosawa Graffiti                       | 沖ノ澤グラフィティ         | 1988                 | Josei, Drame, Romance                                         | 3                             | Terminé  |
| Onna wa Minna Sore ga Suki               | 女はみんなソレが好き       | 1988                 | Josei, Drame, Romance                                         | 1                             | Terminé  |
| Otoko to Onna no Magarikado              | 男と女の曲がり角           | 1978                 | Shōjo, Romance                                                | 1                             | Terminé  |
| Oyoge! Dai-5 Course                      | 泳げ! 第5コース            | 1977                 | Shōjo, Sport                                                  | 1                             | Terminé  |
| P.S. Aishitemasu                         | P.S.愛してます             | 1977                 | Shōjo, Romance                                                | 1                             | Terminé  |
| Persona                                  | ペルソナ                   | 2001                 | Josei                                                         | 3                             | Terminé  |
| Pulse                                    | パルス                     | 1992                 | Josei, Drame, Horreur, Fantastique, Romance                   | 1                             | Terminé  |
| Renai Senka                              | 恋愛専科                   | 1983                 | Josei                                                         | 1                             | Terminé  |
| Reset Out                                | リセットアウト             | 1997                 | Josei, Drame, Romance                                         | 4                             | Terminé  |
| Ruumii Angel                             | ルーミィ・エンゼル         | 1978                 | Shōjo                                                         | 1                             | Terminé  |
| Saint Adams                              | セイントアダムズ           | 1989                 | Josei                                                         | 14                            | Terminé  |
| Seiiki                                   | 聖域(サンクチュアリ)       | 1993                 | Josei, Drame, Romance                                         | 5                             | Terminé  |
| Seito Shokun!                            | 生徒諸君!                  | 1978                 | Shōjo, Comédie, École                                         | 24                            | Terminé  |
| Seito Shokun! - Gaiden                   | 生徒諸君! 外伝             | 1983                 | Shōjo                                                         | 1                             | Terminé  |
| Seito Shokun! - Kyoushihen               | 生徒諸君! 教師編           | 2003                 | Josei, Drame, Romance, École, Tranche de vie                  | 25                            | Terminé  |
| Seito Shokun! - Saishuushou Tabidachi    | 生徒諸君! 最終章・旅立ち   | 2011                 | Josei, Romance                                                | 30                            | Terminé  |
| Seito Shokun! Kids                       | 生徒諸君！ Kids            | 2019                 | Josei, Comédie, Tranche de vie                                | 7                             | En cours |
| Shabon-dama Sora e!                      | シャボン玉空へ!            | 1976                 | Shōjo, Romance                                                | 1                             | Terminé  |
| Shinai de Attack!                        | 竹刀でアタック!            | 1978                 | Shōjo, Sport                                                  | 1                             | Terminé  |
| Shishunki                                | 思春期                     | 1975                 | Shōjo                                                         | 1                             | Terminé  |
| Sobakasu Okyou                           | そばかすお京               | 1978                 | Shōjo                                                         | 1                             | Terminé  |
| Spirit Circus                            | スピリット・サーカ         | 1988                 | Josei                                                         | 2                             | Terminé  |
| Takako no Michishirube                   | 貴子の道標                 | 1978                 | Shōjo                                                         | 1                             | Terminé  |
| Takatobi                                 | たかとび                   | 1998                 | Josei, Comédie, Romance                                       | 3                             | Terminé  |
| Tekireiki                                | 適齢期                     | 1981                 | Josei, Romance                                                | 1                             | Terminé  |
| Tempest                                  | テンペスト                 | 1993                 | Josei, Romance, Drame                                         | 1                             | Terminé  |
| Tenka Gomen!                             | 天下御免!                  | 1993                 | Josei                                                         | 1                             | Terminé  |
| Umi to Rukokku-chan                      | 海とルコックちゃん         | 1968                 | Shōjo                                                         | Histoire courte               | Terminé  |
| Yomigaeta Makyuu Serve                   | よみがえった魔球サーブ     | 1973                 | Shōjo, Sport                                                  | 1                             | Terminé  |
| Yukionna                                 | 雪女                       | 1994                 | Josei, Horreur, Suspense                                      | 1                             | Terminé  |
| Yume no Kouseki                          | 夢の航跡                   | 1986                 | Josei                                                         | 1                             | Terminé  |
| Yuutaimon                                | 幽体門                     | 2019                 | Josei, Psychologique, Fantastique                             | en prépublication             | En cours |